# 索哈格普尔
索哈格普尔（Sohagpur），是印度中央邦Hoshangabad县的一个城镇。总人口22329（2001年）。

## 人口
该地2001年总人口22329人，其中男性11658人，女性10671人；0—6岁人口2999人，其中男1587人，女1412人；识字率71.64%，其中男性为79.06%，女性为63.54%。